# Светозар Марковић (лекар)
Светозар Марковић (Жупањац, 1860 — Београд, 1916) био је лекар, специјалиста гинекологије и акушерства, школски лекар и гимназијски наставник хигијене.

## Биографија
Светозар Марковић рођен је 27.2.1860. (мајка Илинка, рођена Мирић, отац Милош) у месту Жупањац у колубарском срезу, а преминуо 20.12.1916. године у Београду. Гимназију је завршио са одличним успехом и као државни стипендиста одлази у Париз на студије медицине. На Медицинском факултету у Паризу промовисан је у звање доктора 24. јула 1894. године. После дипломирања, усавршавао се на париској Гинеколошко-акушерској клиници, специјализирао гинекологију и акушерство код професора Етјена Стефана Тарнијеа (Stéphane Étienne Tarnier, 1828-1897) и у Паризу провео наредне две године као лекар са приватном праксом.
Године 1896, надлежне српске власти одобравају му право на обављање лекарске праксе у Србији. Доктор Марковић се по доласку у Београд, у периоду од 1896-1899. године, бави приватном праксом педијатра и гинеколога-акушера, а касније, у периоду од 1902-1911. године, ради као један од општинских лекара у Београду.
Светозар Марковић обављао је дужност школског лекара и наставника хигијене у следећим београдским школама:
- од 1899-1900. у гимназији Вук Стефановић Караџић
- од 1903-1906. у Трећој београдској гимназији
- од 1906-1908. у Првој општој недељно-вечерњој занатлијској школи и кратко време 1908. у Богословији Светог Саве
- од 1908. у Првој општој недељно-вечерњој занатлијској школи осим као школски лекар ангажован је и као наставник хигијене
- од 1909-1911. је у Варошкој занатској школи осим функције школског лекара, обављао је и дужност наставника хигијене

Светозар Марковић је 1913. године био ангажован као школски лекар у чак девет београдских школа:
- на Дунавском крају
- код Саборне цркве
- у Евангелијској школи
- у Вежбаоници
- у Савамали
- на Западном Врачару
- на Сењаку
- на Крагујевачком друму
- у Топчидеру

Ношен искреном жељом да српском становништву, а нарочито школској омладини укаже на немерљив значај примене савремених хигијенских мера у свакодневном животу, доктор Марковић годинама неуморно обилази села и варошице Србије, едукује, указује и бори се за увођење најважнијих превентивних мера ради побољшања здравствених и хигијенских услова.
Светозар Марковић је током своје дугогодишње борбе за увођење савремених превентивних хигијенских мера у српске школе често био критикован од стране надлежне државне власти, премештан у различите школе, чак и смењиван са дужности школског лекара.
Доктор Светозар Марковић је одржавао предавања и за нарочито осетљиву групу српског становништва – жене и девојке, са посебним освртом на физиологија женског пола, трудноћу и чување здравља породиља, неговање деце и штетност употребе козметичких средстава.

## Теоријски рад и друштвени ангажман
Доктор Светозар Марковић је био редовни члан Српског лекарског друштва од 1896. године. Године 1908. и 1909. је, осим редовног чланства и члан заменик у Управном одбору. У оквиру Српског лекарског друштва, 1911. и 1912. године постаје редовни члан у Суду части, заједно са др Јевремом Жујовићем и др Романом Сондермајером, а 1914. године су са њим на тој функцији др Драга Љочић и др Миленко Матерни. Од 1902. па све до 1913. године у Главном санитетском савету при Министарству унутрашњих дела био је ванредни члан или члан заменик.
Активно је учествовао у раду Друштва за чување народног здравља и био један од утемељивача трезвењачког покрета у Србији и оснивача Друштва за сузбијање алкохолних пића у Београду, фонда Народног просветног дома и Књижнице. Највећи подухват, тачније животно дело овог великог хуманисте било је оснивање Друштва за школску хигијену и народно просвећивање, под чијем се окриљем окупио велики број чланова и сарадника. Међу члановима оснивачима овог Друштва, осим доктора Светозара Марковића, истиче се проф. др. Милан Ј. Андоновић.
Програм рада Друштва за школску хигијену и народно просвећивање обухватао је следеће задатке:
- Рад на физичком или телесном образовању народа,
- Рад на интелектуалном или умном образовању народа,
- Рад на моралном или здравственом образовању народа,
- Рад на естетичком образовању народа,
- Рад на техничко-привредном образовању народа

Друштво за школску хигијену и народно просвећивање су финансијски помагали Краљ Петар I Карађорђевић, као и многе знамените личности. Спискови дародаваца редовно су објављивани у часопису Светлост, званичном гласилу Друштва за школску хигијену и народно просвећивање. У оквиру и под покровитељством овог Друштва, годинама су одржавана бројна предавања у Београду и широм Србије, а била су намењена како школској омладини, тако и најширим групама српског становништва. Као најактивнији предавач, са задивљујуће великим бројем одржаних предавања, истицао се др Светозар Марковић.
Друштво за школску хигијену и народно просвећивање сарађивало је и са хуманитарном организацијом под именом Француска лига за јавну наставу из Париза. Ову сарадњу потврдио је и позив упућен Друштву за школску хигијену и народно просвећивање да пошаље своје представнике на Други међународни конгрес за народно просвећивање који се одржавао у Паризу од 1. до 4. октобра 1908. године. Уз подршку тадашњег министра просвете, Андре Николића, на конгрес је отпутовао др Светозар Марковић, председник Друштва.

## ЧасописСветлост
Доктор Светозар Марковић био је и уредник часописа Светлост, који је почео да излази у Београду јануара 1908. године, као званично гласило Друштва за школску хигијену и народно просвећивање а престао са излажењем 1914. године

## Публикације др Светозара М. Марковића
Осим бројних стручних радова објављених у часописима Српски архив за целокупно лекарство и Светлост, др Светозар М. Марковића написао је у периоду од 1903-1910. године објавио следеће публикације:
- Материнство и оток ногу
- Одговор на критику г. дра М. П. Јевремовића: секретара санит. одељења: на лекарски извештај Панчићеве гимназије
- Лекарски извештај за школску 1903-1904. год
- Лекарски извештај о Трећој београдској гимназији за школску 1904-1905.
- Три јавне конференције за школску хигијену и народно просвећивање
- Туберкулоза и алкохолизам с гледишта народнога просвећивања и здравља: предавање Св. М. Марковића држано на XI конгресу Српских Земљорадничких Задруга у Пироту 1906. године
- Лекарски извештај о здравственом стању ученика у Трећој београдској гимназији: за школску 1906—1907. годину
- Лекарски извештај о здравственом стању ученика и зграде у Богословији Св. Саве: за школску 1907—1908. годину
- Основа и потка народнога просвећивања

## Лична библиотека Светозара М. Марковића - део фонда Универзитетске библиотекеСветозар Марковићу Београду
У оквиру фонда Универзитетске библиотеке Светозар Марковић у Београду постоје и 32 посебне библиотеке, а једна од њих је посебна библиотека доктора Светозара М. Марковића. Његова супруга Даринка Марковић је 1927. године Универзитетској библиотеци у Београду поклонила мужевљеву стручну библиотеку, изразивши жељу да се она чува као засебна целина. Тадашњи управник Универзитетске библиотеке, Урош Џонић, примио је поклон и од књига из личне библиотеке доктора Светозара М. Марковића образована је посебна библиотека коју чини око три стотине књига, приручника, вадемекума и часописа из различитих области клиничке медицине, углавном на француском језику, као и неколико приручника штампаних на немачком и енглеском језику. Највећи број публикација тематски је везан за област гинекологије, акушерства и педијатрије, неколико вредних дела из хирургије, патологије, интерне медицине и медицинске ботанике. Од стручних публикација на француском језику најбројније су публикације познатих француских акушера, утемељивача перинаталне медицине, професора Етјена Стефана Тарнијеа (Stéphane Étienne Tarnier, 1828-1897) и Пјера Константа Бидена (Pierre-Constant Budin, 1846-1907) Доктор Марковић је у својој библиотеци чувао стручне радове и публикације истакнутих српских лекара (на француском и српском језику) као што су Владан Ђорђевић, Сава Петровић, Ђорђе Ђорђевић, Алекса Стојковић, Војислав Кујунџић и други. У посебној библиотеци се налази и двотомна публикација Први конгрес српских лекара и природњака издата у Београду 1905. године, у којој су објављени радови са овог конгреса одржаног под покровитељством краља Петра I Карађорђевића у Београду од 5 - 7. септембра 1904. године у част Јосифа Панчића, а у чијем раду је учествовало преко четири стотине представника из двадесет европских држава.